# Ophrys llenasii
Ophrys llenasii är en orkidéart som beskrevs av fader Sennen och E.G.Camus. Ophrys llenasii ingår i ofryssläktet, och familjen orkidéer. Inga underarter finns listade i Catalogue of Life.